# GKO (obbligazione)
Le obbligazioni statali a breve termine (GKO, in russo Государственные Краткосрочные Обязательствa?, Gosudarstvennye Kratkosročnye Objazatel'stva) sono obbligazioni zero-coupon a breve termine emesse dal Ministero delle Finanze russo e scambiate sul Moscow Inter Bank Currency Exchange (MICEX), oltre che su altre cinque piattaforme collegate al MICEX e situate nelle grandi città regionali. L'ultima asta GKO si è tenuta nel febbraio 2004.

## Storia
L'emissione di un'obbligazione statale a breve termine, denominata in rubli, venne approvata dal Soviet Supremo della Federazione Russa nel febbraio 1993. La prima asta di GKO si tenne il 18 maggio 1993 e fu aperta solo a soggetti nazionali, laddove gli investitori stranieri furono ammessi a partire dal 1996.

### Defaultdel 1998
La sigla è diventata sinonimo della crisi finanziaria russa del 1998, quando lo Stato non è riuscito a ripagare i debiti sottostanti i GKO. La crisi dei GKO, che ha rappresentato la più significativa crisi finanziaria della Russia post-sovietica, ha provocato disordini sia tra gli investitori sia tra i creditori esteri e nazionali. Ciò ha portato alla brusca svalutazione del rublo tra l'agosto e il settembre 1998. Essa ha inoltre gravemente minato la fiducia nella stabilità del rublo, anche se cali così drammatici non si sono più verificati fino al 2014.
Dopo il 1998 è stata emessa una nuova serie di titoli di Stato. Il 1º novembre 2006 il volume del mercato dei GKO-OFZ ha raggiunto 850,7 miliardi di rubli (valore nominale), avendo superato del 17,9% il volume raggiunto all'inizio dell'anno. Il volume del mercato è in crescita a seguito dell'attuazione della politica del Ministero delle Finanze russo di sostituire il debito estero con il debito interno e di sviluppare un mercato interno liquido di titoli di stato, capace di fornire agli operatori del mercato strumenti efficaci per gestire la liquidità e formare parametri di riferimento per i tassi di interesse del rublo privi di rischio per tutte le entità economiche.